# Iryna Merleni
Iryna Merleni (ukrainska: Ірина Олексіївна Мерлені; även känd som Irina Merleni och Irini Merleni), född den 8 februari 1982 i Kamjanets-Podilskyj (Ukrainska SSR), är en ukrainsk före detta brottare på elitnivå. Hon tog under karriären bland annat ett OS- och tre VM-guld. 

## Biografi

### Bakgrund och brottning
Merleni fick sitt idrottsintresse från sin far, som var idrottslärare. Hon började i femårsåldern med gymnastik och schack. Brottning började hon med 1997. Året efter vann hon guld i europamästerskapen i brottning.
För Ukraina tog hon OS-guld i flugviktsbrottning i damklassen 2004 i Aten, som den första olympiska guldmedaljösen i brottning. Tidigare hade hon tävlat för Grekland. Därefter vann hon OS-brons i flugviktsbrottning 2008 i Peking. Vid OS 2012 slutade hon på delad femte plats.
Hon vann mellan 2000 och 2007 tre VM-guld samt två VM-silver. Därutöver vann hon 48-kilosklassen i fristil på EM 2004 och tog guld i 51-kilosklassen året därpå. Vid EM 2001 tog hon silver i 46-kilosklassen.
För sina meriter inom brottning fick hon mars 2020 en stjärna på "Stjärntorget" i köpcentret Gulliver Center i Kiev. Detta är en utmärkelse som ges till framstående ukrainare inom bland annat sport.
Hon har även valts in i Women’s Wrestling Hall of Fame 2023.

### Övrigt
Sedan avslutningen av brottningskarriären har hon bland annat varit verksam som "exotisk poledansare". Hon vann 2009 TV-tävlingen Танцюю для тебе (Tantsiuiu dlja tebe; ukrainsk motsvarighet till Let's Dance).
Merleni gifte sig 2006 med Andrij Mukultjyn. Med honom har hon två söner.
I mars 2022 flydde hon från Kiev i Ukraina till Sverige, tillsammans med sönerna och sin mor. Orsaken var Rysslands pågående invasion av Ukraina, vilken lett till den snabbast växande inomeuropeiska flyktingströmmen sedan andra världskriget.
Merleni började ett jobb som säljare i Haparanda jämte studier i svenska. Hon hjälper (2023) också till som brottningstränare i Haparanda SKT, där yngste sonen tränar. Hennes mor och äldste son återvände till Ukraina, efter två månader i Sverige.